# Răchitan

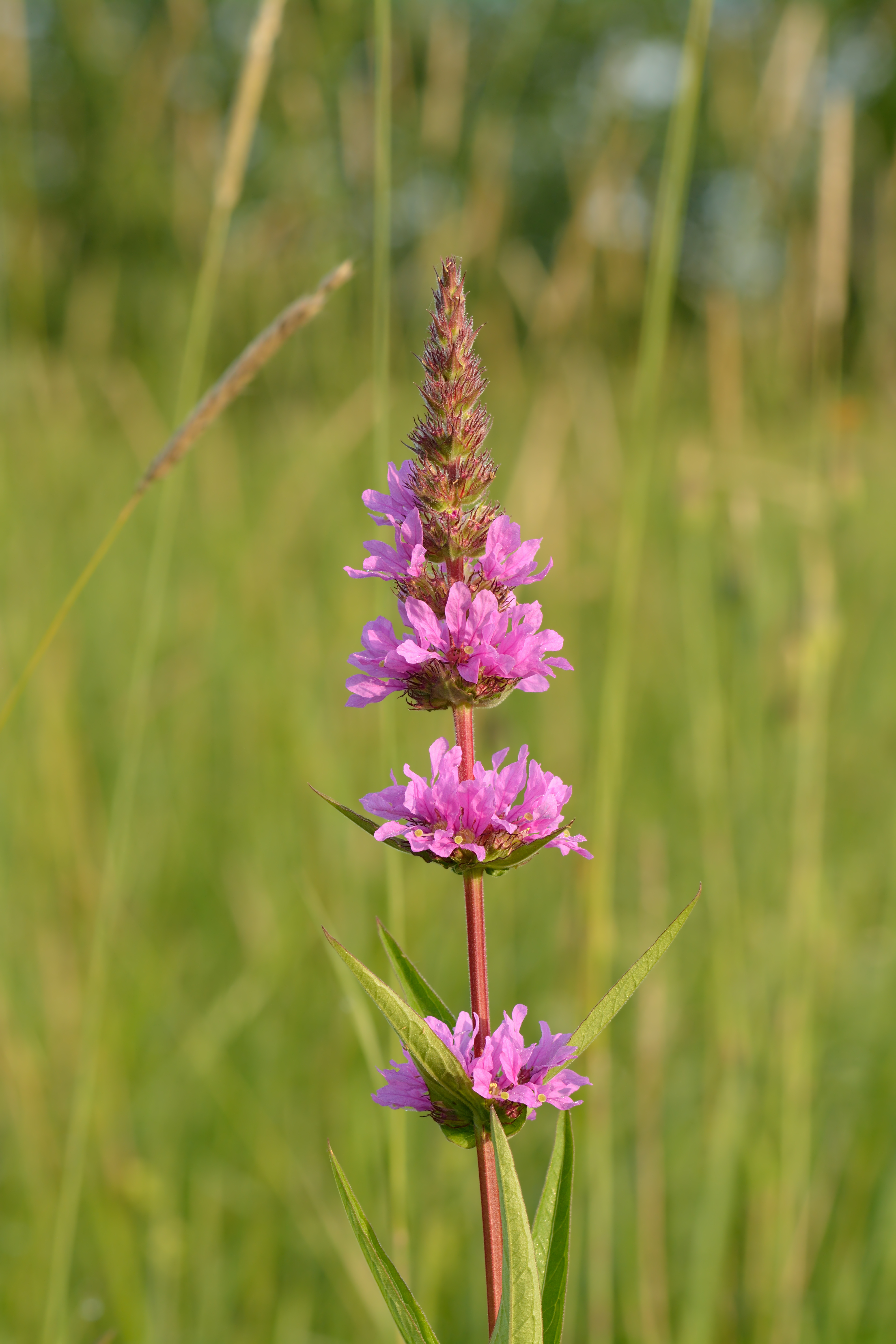

Răchitan (Lithrum salicaria) este o plantă erbacee din familia Lythraceae, cunoscută sub mai multe denumiri populare: floarea zânei, călbușoară, lemnie, lemnușcă, zburătoare-bărbătească.

## Descriere
Plantă erbacee, cu tulpină dreaptă, simplă sau ramificată în partea superioară, înaltă de până la 2m și acoperită cu peri scurți, flori de culoare roșie-violacee. Este răspândită în locurile mlăștinoase, la marginea râurilor și a bălților sau în buruienișurile din zone inundabile. Înflorește din iunie și până în septembrie.
În scopuri medicinale sunt utilizate părțile aeriene recoltate în timpul înfloririi, la o distanță de cel mult 20–25 cm. de la vârf în jos.

## Componenți principali
Galotaninuri, flavonoide, pigmenți antocianici, colină, substanțe antibiotice, pectine, carotenoizi, substanțe minerale.

## Proprietăți
- astringentă, antidiareică și inhibantă asupra dezvoltării florei microbiene patogene intestinale
- hemostatică și cicatrizantă
- antiseptice

## Indicații
Intern: în dizenterii, hemoragii gastro-intestinale; ca decoct, pulbere sau extract fluid se utilizează în diareele bacilare
Extern: în ulcerele varicoase sub formă de băi sau comprese; în leucoree, irigații vaginale